# Papilio oxynius
Papilio oxynius là một loài bướm thuộc họ Bướm phượng (Papilionidae). 
Loài Papilio oxynius được mô tả năm 1834 bởi Hübner. Loài bướm Papilio oxynius sinh sống ở .

## Hình ảnh

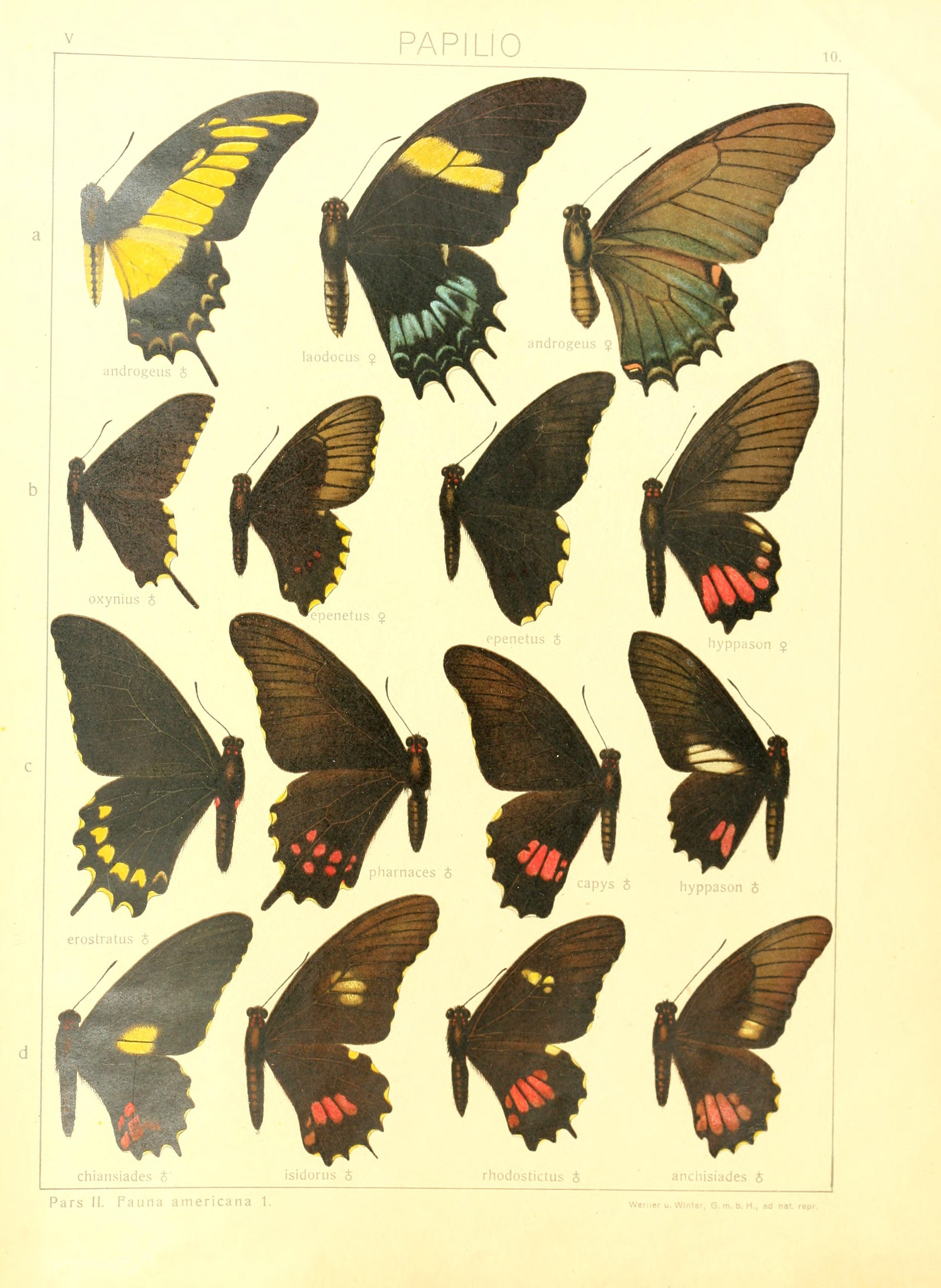